# Мэйгу
Мэйгу́ (кит. упр. 美姑, пиньинь Měigū) — уезд Ляншань-Ийского автономного округа провинции Сычуань (КНР). Название уезда является китайской транслитерацией слова народности и, означающего «земной центр».

## История
В 1952 году уезд Мэйгу был выделен из уезда Чжаоцзюэ и вошёл в состав Специального района Сичан (西昌专区) провинции Сикан. В 1955 году провинция Сикан была расформирована, и уезд вошёл в состав Ляншань-Ийского автономного округа провинции Сычуань. В 1956 году был образован уезд Хунси (洪溪县), который в 1959 году был присоединён к уезду Мэйгу.

## Административное деление
Уезд Мэйгу делится на 1 посёлок и 35 волостей.